# Hubert Schlafly

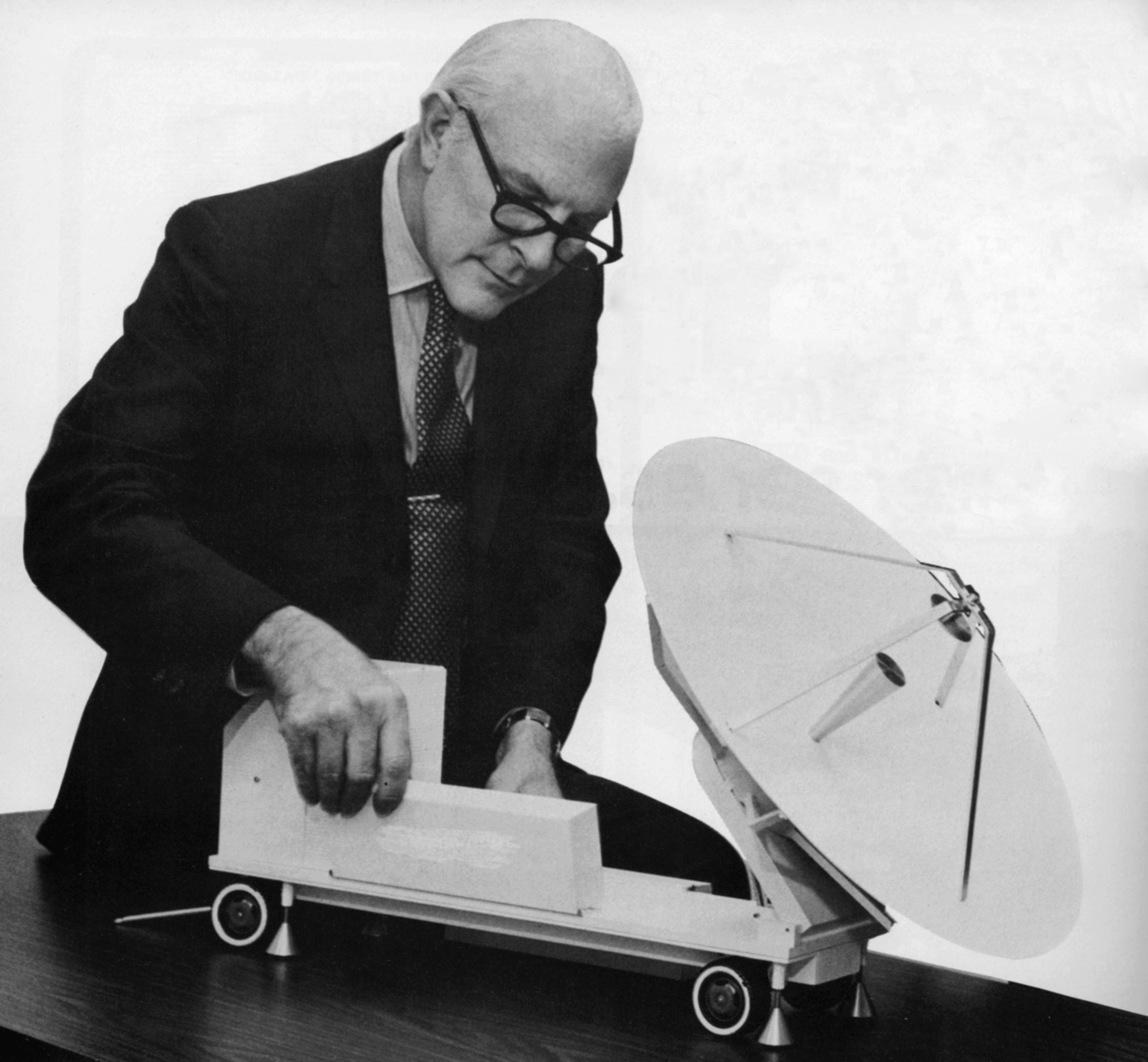
Schlafly mit dem Modell einer mobilen Erdfunkstelle für Rundfunkdienst über Satelliten

Hubert Schlafly (* 14. August 1919 in St. Louis, Missouri; † 20. April 2011 in Stamford, Connecticut) war ein US-amerikanischer Erfinder und Elektroingenieur. Schlafly gilt als Miterfinder des Teleprompters.

## Leben
Schlafly war als Fernsehtechniker in den Vereinigten Staaten tätig. In den 1950er Jahren erfand er gemeinschaftlich mit Irving B. Kahn den Teleprompter. Schlafly und Kahn gründeten das Unternehmen TelePrompTer Corporation. Später verkauften sie das Unternehmen an den US-amerikanischen Konzern Westinghouse. Schlafly war verheiratet.

## Preise und Auszeichnungen (Auswahl)
- Emmy Award